# Globorotalia
Globorotalia es un género de foraminífero planctónico de la familia Globorotaliidae, de la superfamilia Globorotalioidea, del suborden Globigerinina y del orden Globigerinida. Su especie tipo es Pulvinulina menardii var. tumida. Su rango cronoestratigráfico abarca desde el Burdigaliense (Mioceno inferior) hasta la Actualidad.

## Descripción
Globorotalia s.s. incluye especies con conchas trocoespiraladas, de forma biconvexa (tumidiforme); sus cámaras son romboidales infladas, y seleniformes en el lado espiral; sus suturas intercamerales son ligeramente incididas, y rectas o sigmoidales en el lado umbilical, y elevadas (carena circumcameral) y curvas en el lado umbilical; su contorno ecuatorial es redondeado o ligeramente lobulado; su periferia es aguda, con carena en general bien desarrollada (especies más primitivas con banda imperforada); su ombligo es estrecho; su abertura principal es interiomarginal, umbilical-extraumbilical, con forma de ranura asimétrica y rodeada por un labio; presentan pared calcítica hialina, finamente perforada con poros cilíndricos y superficie lisa a puntuada; en el estadio final, puede desarrollar una corteza gruesa de calcita que cubre la superficie.

## Discusión
Clasificaciones posteriores han incluido Globorotalia en la superfamilia Globigerinoidea. Antes de la definición progresiva de géneros -y familias- en la superfamilia Globorotalioidea, Globorotalia se utilizaba como un taxón "cajón de sastre" para agrupar multitud de especies ahora incluidas en Acarinina, Astrorotalia, Carinoturborotalia, Globanomalina, Globorotaloides, Igorina, Luterbacheria, Morozovella, Morozovelloides, Neoacarinina, Planoglobanomalina, Planorotalites, Praemurica, Tenuitella, Truncorotaloides, Turbeogloborotalia, Turborotalia, o en otros géneros más recientemente definidos y generalmente considerados subgéneros, como Fohsella, Globoconella, Hirsutella (=Obandyella), Jenkinsella, Menardella, Paragloborotalia o Truncorotalia.

## Ecología y Paleoecología
Globorotalia incluye foraminíferos con un modo de vida planctónico, de distribución latitudinal tropical a templada, y habitantes pelágicos de aguas profundas (medio mesopelágico inferior a batipelágico superior).

## Clasificación
Se han descrito numerosas especies de Globorotalia. Entre las especies más interesantes o más conocidas destacan:
- Globorotalia flexuosa
- Globorotalia lenguaensis
- Globorotalia mediterranea
- Globorotalia merotumida
- Globorotalia nioclae
- Globorotalia paralenguaensis
- Globorotalia plesiotumida
- Globorotalia praescitula
- Globorotalia saheliana
- Globorotalia suterae
- Globorotalia tumida
- Globorotalia ungulata

Un listado completo de las especies descritas en el género Globorotalia puede verse en el siguiente anexo.
Especies de Globorotalia que han sido incluidas en otros géneros, pertenecen a los siguientes géneros: 
- Clavarotella
- Fohsella †
- Globoconella
- Hirsutella
- Jenkinsella †
- Menardella

En Globorotalia se han considerado los siguientes subgéneros:
- Globorotalia (Acarinina), aceptado como género Acarinina
- Globorotalia (Astrorotalia), aceptado como género Astrorotalia
- Globorotalia (Beella), aceptado como género Beella
- Globorotalia (Clavatorella), aceptado como género Clavatorella
- Globorotalia (Fohsella), también considerado como género Fohsella
- Globorotalia (Globoconella), aceptado como género Globoconella
- Globorotalia (Hastigerinella), también considerado como género Hastigerinella
- Globorotalia (Hirsutella), también considerado como género Hirsutella
- Globorotalia (Jenkinsella), también considerado como género Jenkinsella
- Globorotalia (Menardella), también considerado como género Menardella
- Globorotalia (Morozovella), aceptado como género Morozovella
- Globorotalia (Planorotalites), aceptado como género Planorotalites
- Globorotalia (Tenuitella), aceptado como género Tenuitella
- Globorotalia (Testacarinata), aceptado como género Testacarinata
- Globorotalia (Truncorotalia), aceptado como género Truncorotalia
- Globorotalia (Truncorotaloides), aceptado como género Truncorotaloides
- Globorotalia (Turborotalia), aceptado como género Turborotalia